# Nickel Creek
Nickel Creek to amerykańska akustyczna grupa muzyczna. Zespół składa się z trzech osób: Chris Thile (mandolina), Sean Watkins (gitara) oraz Sara Watkins (skrzypce). Niekiedy gra z nimi czwarty członek, grający na basie.
Grupa rozpoczęła swą działalność w Kalifornii w 1989 roku. Założył ją Scott Thile, grający na kontrabasie.

## Dyskografia
| Little Cowpoke              | - Data: 1993 - Wydawca: Choo Choo Records              | —   | —  | — |                        |
| Here to There               | - Data: 1997 - Wydawca: wydanie własne                 | —   | —  | — |                        |
| Nickel Creek                | - Data: 21 marca 2000 - Wydawca: Sugar Hill Records    | 125 | 13 | — | - USA: platynowa płyta |
| This Side                   | - Data: 13 sierpnia 2002 - Wydawca: Sugar Hill Records | 18  | 2  | 1 | - USA: złota płyta     |
| Why Should the Fire Die?    | - Data: 9 sierpnia 2005 - Wydawca: Sugar Hill Records  | 17  | —  | 1 |                        |
| A Dotted Line               | - Data: 31 marca 2014 - Wydawca: Nonesuch Records      | 7   | —  | 1 |                        |
| "—" album nie był notowany. |                                                        |     |    |   |                        |